# Biserica „Sfântul Dumitru” din Ceadîr-Lunga
Biserica „Sf. Dumitru” a fost o biserică amplasată în Ceadîr-Lunga, Republica Moldova.

## Istorie

### Context
Primele mențiuni despre viața religioasă din așezarea Ceadîr (pe atunci în ținutul Hotărniceni) datează de la sfârșitul sec. al XVII-lea, când imigranți bulgari au sosit pe moșia lui Balș. Arhivele atestă o primă biserică în 1801, cu hramul „Sf. Atanasie”. Cu timpul, a apărut ideea de a strămuta biserica din Ceadîr în satul Lunga, mai târziu colonia Ceadîr-Lunga. La 23 octombrie 1819 a fost documentată finalizarea construcției unei noi biserici în Lunga, cu același hram. Conform unui document bisericesc din 1830, biserica era din lemn, pe un fundament din piatră.
Pentru a satisface nevoia spirituală a unui număr sporit de săteni, în 1860 s-a dispus ridicarea unei biserici mai mari. Aceasta a fost sfințită în 1867 și a supraviețuit până în iulie 1941, când a fost detonată de soldații Armatei Roșii în retragere.

### Construcție și activitate

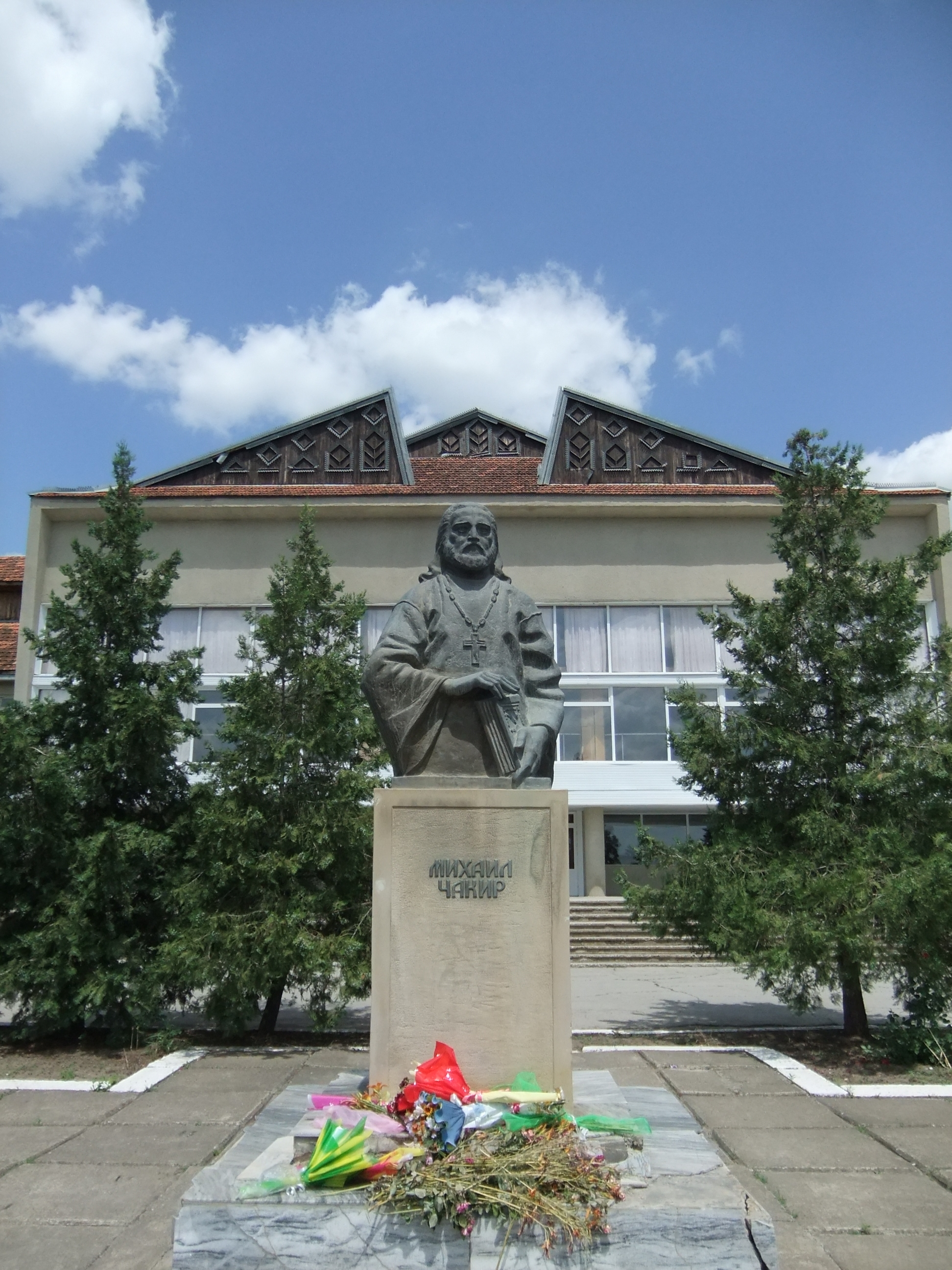
Locul amplasării biserici „Sf. Dumitru”

Piatra de temelie a bisericii „Sf. Dumitru”, cea de-a patra din istoria Ceadîr-Lungii, a fost pusă la 3 mai 1908. Hramul a fost ales pentru a-l onora pe Dmitri Ivanovici Kusursuz, un consătean care a donat 1.000 de ruble pentru construcția edificiului. Biserica a fost sfințită la 30 octombrie 1911, dar a început să funcționeze în 1912 din cauza unor neînțelegeri privind activitatea simultană a două biserici.
În 1962 biserica a fost închisă, ca parte a unui val de lichidare a instituțiilor care nu corespundeau legii sovietice a cultelor. La 9 martie 1966, în sovietul raional Ceadîr-Lunga a fost pusă problema „alocării unui lot de pământ pentru construcția casei de cultură cu 600 de locuri”, iar la 14 mai în același an s-a dezbătut problema „demolării bisericii «Sf. Dumitru»”, pentru a face loc noului imobil. Decizia trebuia să fie luată la nivel republican, de aceea timp de încă șase ani biserica a rămas neatinsă. S-a vehiculat și ideea de a reconstrui biserica într-un complex comun cu casa de cultură.

### Demolare
Biserica a fost aruncată în aer la 11 septembrie 1972 de soldați sovietici. Un adolescent a pătruns în ruine și a salvat două icoane. Fundamentul nu a putut fi distrus. Pe locul bisericii acum se află bustul lui Mihail Çakir, iar în fosta curte a bisericii se află casa de cultură.
În 1989, a fost inițiată construcția unei biserici cu hramul „Sf. Dumitru” la periferia localității. Aceasta a devenit mănăstirea din Ceadîr-Lunga.

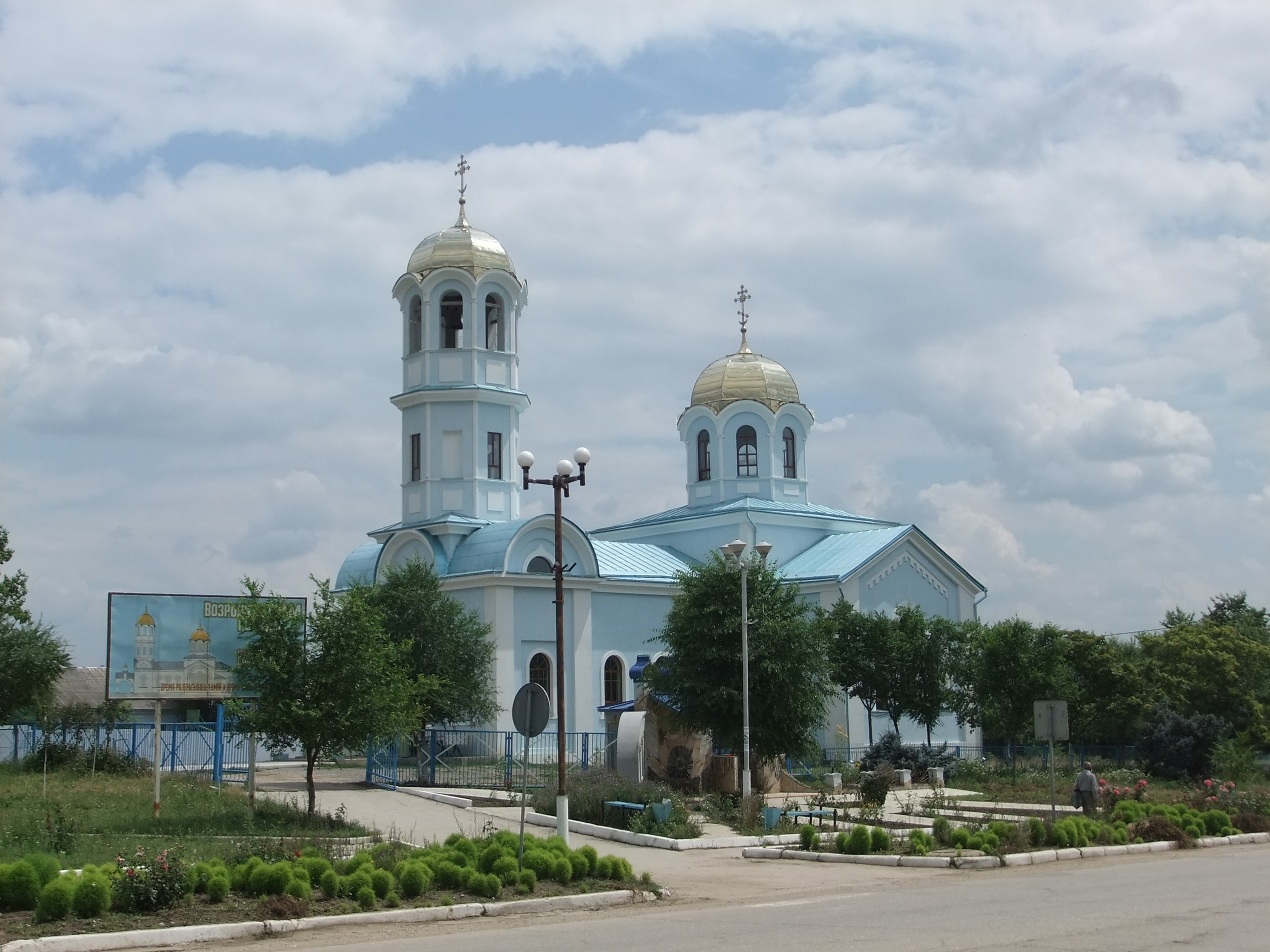
Biserica „Icoana Maicii Domnului din Kazan”, considerată o copie a vechii biserici

În 1997, s-a decis construcția unei copii a bisericii distruse la aprox 100 m de locul unde se afla, pe aceeași stradă. Noua biserică are hramul „Icoana Maicii Domnului din Kazan” și a fost sfințită la 21 iulie 2008.

### Preoți
În biserica „Sf. Dumitru”, care la început a funcționat în paralel cu biserica „Sf. Atanasie”, au slujit următorii preoți:
- 1912-1916: Ermogen Teleuța (și psalmistul Vasili Poleanski)
- 1916-1944: Constantin Teleuța (fiul lui Ermogen)
- perioada interbelică: Petr Mocan

## Statut de protecție
Deși biserica nu mai există din 1972, în 1993 ea a fost inclusă în Registrul monumentelor Republicii Moldova ocrotite de stat, unde până în ziua de azi este recunoscută drept un monument arhitectural de importanță națională, cu nr. 173 în Registru (raionul Ceadîr-Lunga).